# コンゴ共和国におけるLGBTの権利
コンゴ共和国におけるLGBTの権利（コンゴきょうわこくにおけるLGBTのけんり）では、コンゴ共和国におけるLGBTの法的状況について扱う。
コンゴ共和国では、男性においても女性においても同性愛行為そのものは違法ではないが、行為が認められる年齢が異性間の性交渉とは異なる。また、同性婚は認められておらず、同性愛カップルや同性愛カップルの主婦・主夫に関して、異性の夫婦と同じような法的な保護はなされていない。また、性的指向に関する差別からの法的な保護も特に定められていない。LGBTの人物が兵役につくことは認められていない。